# سی‌ست
سی‌ست (به انگلیسی: Seasat) نخستین ماهواره زمین-مدار طراحی شده برای سنجش از دور اقیانوس‌های زمین و اولین ماهواره دارای رادار دهانه ترکیبی (SAR) بود. ماموریت سی‌ست پایش جهانی ماهواره‌ای پدیده‌های مربوط اقیانوس‌نگاری و کمک به تعیین ملزومات راه‌اندازی سامانه ماهواره‌ای سنجش از دور اقیانوس‌ها بود. ابزارهای گوناگونی روی این ماهواره به منظور جمع‌آوری داده‌های باد سطح دریا، دمای سطح دریا، ارتفاع امواج، آب اتمسفری، یخ‌های سطح دریا و توپوگرافی اقیانوسی نصب شده بود.
پروژه ماهواره سی‌ست توسط آزمایشگاه پیشرانه جت ناسا مدیریت شد و در ۲۷ ژوئیه ۱۹۷۸ به فضا پرتاب گردید و در مدار ۸۰۰ کیلومتری قرار گرفت. ماهواره سی‌ست به مدت ۱۰۶ روز تا ۱۰ اکتبر ۱۹۷۸ هنگامی که یک اتصال کوتاه در سامانه ماهواره باعث پایان ماموریت آن شد، فعال بود.